# Berenice III
Berenice III (116/115 – 80 a. C.; en griego: Βερενίκη) fue una reina de la dinastía ptolemaica de Egipto. Llamada en ocasiones Cleopatra Berenice, no se conoce su titulatura egipcia. Su nombre fue incorporado al culto como Amada por su padre.
Hay dudas sobre el año de su nacimiento, aunque la fecha más probable parece que fue entre el 115 o el 116 a. C. Era hija de Ptolomeo IX Látiro y Cleopatra Selene I, y hermana paterna del faraón Ptolomeo XII Auletes.
Fue la primera mujer que gobernó Egipto en solitario tras el reinado de Tausret en 1185 a. C. Gobernó como faraona de Egipto entre 81 y 80 a. C., y lo había hecho de 101 a 88 a. C. como Gran Esposa Real con su tío y marido, Ptolomeo X Alejandro. 

## Biografía
Se casó con Ptolomeo X Alejandro en 101 a. C., quien tomó el trono después de Ptolomeo IX Látiro ayudado por su madre Cleopatra III. De este matrimonio nació una hija, Cleopatra V. Ptolomeo asesinó a Cleopatra III, y Látiro regresó y recuperó el trono en el 88 a. C., por lo que Ptolomeo X y Berenice huyeron de Alejandría refugiándose en Chipre, donde murió Ptolomeo en el año 87 a. C. Cuando Látiro murió, Berenice volvió al trono y gobernó durante seis meses, ganándose en esta época el afecto del pueblo.
Forzada a casarse con un hijo de Ptolomeo X que ella adoptó para darle legitimidad, Ptolomeo XI Alejandro, en 80 a. C., éste la dio muerte 19 días después. Fue una imprudente decisión que conmovió al pueblo, que se rebeló y lo asesinó unos días después.

## Sucesión
| Predecesor: Cleopatra III        | Corregente de Egipto (Dinastía Ptolemaica) 101 - 80 a. C. como Faraón Ptolomeo X Alejandro I (101-88 a. C.) | Sucesor: Cleopatra V              |
| Predecesor: Ptolomeo IX Sóter II | Reina de Egipto (Dinastía Ptolemaica) 88 - 80 a. C. como corregente Ptolomeo XI Alejandro II (80 a. C.)     | Sucesor: Ptolomeo XI Alejandro II |

- Datos: Q231688
- Multimedia: Berenice III / Q231688